# Jeden hot a druhý čehý
Jeden hot a druhý čehý (originální francouzský název La Zizanie) je francouzská filmová komedie z roku 1978, kterou režíroval Claude Zidi. Hlavní roli zde ztvárnili Louis de Funès a Annie Girardotová.

## Děj
Guillaume Daubray-Lacaze je majitelem továrny. Poté, co jeho společnost dostane velkou zakázku z Japonska, pro zrychlení výroby se rozhodne, že výrobní kapacity rozšíří do svého domu. Manželka Bernadetta s jeho plánem nesouhlasí, ale z počátku na něj přistoupí. Avšak poté co je její skleník vytopený a následně zmražený, dojde jí trpělivost a odstěhuje se. Následně kandiduje v nastávajících volbách proti stávajícímu starostovi - svému manželovi.

## Obsazení
| Louis de Funès      | Guillaume Daubray-Lacaze  |
| Annie Girardotová   | Bernadette Daubray-Lacaze |
| Jean-Jacques Moreau | mistr                     |
| Maurice Risch       | hlupák                    |
| Geneviève Fontanel  | paní Bergerová            |
| Jacques François    | prefekt                   |
| Georges Staquet     | vyslanec zaměstnanců      |